# Muhmand Dara
Muhmand Dara (persiska: مهمنددره) är en distriktshuvudort i Afghanistan. Den ligger i distriktet Muhmand Dara och provinsen Nangarhar, i den östra delen av landet. Muhmand Dara ligger 464 meter över havet och antalet invånare är 6 835.